# Trương Huỳnh (sinh 1623)
Trương Huỳnh (張烱, 25 tháng 2, 1623 - 12 tháng 1, 1669) là một văn thần, dịch quan nhà Triều Tiên. Con trai của Trương Ưng Nhân (張應仁), theo Thông Văn Quán chí (通文館志), là một dịch quan nổi tiếng sinh sống vào thời Triều Tiên Nhân Tổ đến Triều Tiên Tuyên Tổ. Thân sinh của Hy tần Trương thị, Trương Hi Tái, Trương Hi Thức, ngoại tổ phụ của Triều Tiên Cảnh Tông. Bổn quán tại Nhân Đông (仁同), thụy hiệu An Hiến (安憲).
Thứ nữ Trương Ngọc Trinh (張玉貞) là hậu cung của Triều Tiên Túc Tông, sinh hạ nguyên tử Lý Quân (李昀; sau là Triều Tiên Cảnh Tông), với tư cách là tổ phụ của nguyên tử được truy tôn Tặng Đại Khuông Phụ Quốc Sùng Lộc Đại phu Nghị Chính phủ Lãnh nghị chính (贈 大匡輔國崇祿大夫 議政府領議政). Túc Tông năm thứ 15 (1689), Kế phi Mẫn thị của Túc Tông bị phế truất ngôi vương phi trung điện, sinh mẫu của nguyên tử, Hy tần Trương thị, được chọn làm kế trung điện, thân phụ quá cố Trương Huỳnh được truy tặng Ngọc Sơn Phủ viện quân (玉山府院君), Sau sự kiện Giáp tuất Hoán cục (甲戌換局) năm 1694, Phế phi Mẫn thị được phục vị ngự tại trung cung còn Trương thị bị giáng xuống làm Hy tần (禧嬪), chức Phủ viện quân của Huỳnh do đó cũng bị bãi bỏ.

## Gia quyến
- Tằng tổ phụ: Trương Thế Bật (張世弼, chính tam phẩm Triết Trùng Tướng quân (折衝將軍), Tặng Thông Chính Đại phu, truy tặng Đôn Ninh phó đô chính năm 1689)
  - Tổ phụ: Trương Thọ (張壽, Tặng Đại Khuông Phụ quốc Sùng Lộc Đại phu, truy tặng Nghị Chính phủ Lãnh nghị chính năm 1689)
    - Thân phụ: Trương Ưng Nhân (張應仁, chính tam phẩm Thiêm Trí Trung Khu Phủ sự, Tặng Đại Khuông Phụ quốc Sùng Lộc Đại phu, truy tặng Nghị Chính phủ Hữu nghị chính năm 1689)
    - Thân mẫu: Lam Phổ Phác thị (藍浦 朴氏; Tặng Trinh Kính phu nhân), con gái của Phác Tầm (朴𥳍)
      - Phu nhân: Tế Châu Cao thị (? - 1645)
        - Trưởng nam: Trương Hi Thức (張希栻, 1640 - ?)[1]

      - Phu nhân: Pha Bình Doãn thị (1626 - 1698), con gái của Ti Dịch viện tòng tứ phẩm Thiêm chính Doãn Thành Lập (尹誠立)
        - Trưởng nữ: Trương thị (? - ?), hạ giá lấy Kim Chí Trọng (金志重, tòng thất phẩm Quan thượng giám)
          - Ngoại tôn: 3 nam, 1 nữ 

        - Thứ nam: Trương Hi Tái (張希載, 1651 - 29 tháng 10, 1701)
          - Đích tôn tử: Chết yểu (tháng 8, 1697)
          - Đích tôn tử: Trương Thứ Khương (張次慶, ? - ?[chú thích 1])
          - Đích tôn tử: Trương Huy (張輝, ? - 11 tháng 4, 1728)
          - Thứ tôn tử: Trương Chung Khanh (張終卿, ? - 1724)

        - Thứ nữ: Phế Vương phi, Ngọc Sơn Phủ Đại tần Trương thị (玉山府大嬪 張氏, 1659 - 1701)
          - Ngoại tôn: Triều Tiên Đại vương Cảnh Tông (景宗)